# Tunisien i olympiska sommarspelen 2004
Tunisien i olympiska sommarspelen 2004 bestod av 54 idrottare som blivit uttagna av Tunisiens olympiska kommitté.

## Bordtennis
Damsingel
- Nesrine Ben Kahia
  - Omgång 1: Förlorade mot Silvija Erdelji från Serbien och Montenegro (3 - 11, 1 - 11, 3 - 11, 7 - 11)

- Olfa Guenni
  - Omgång 1: Förlorade mot Petra Cada från Kanada (4 - 11, 7 - 11, 4 - 11, 7 - 11)

Damdubbel
- Nesrine Ben Kahia och Olfa Guenni
  - Omgång 1: Besegrade Asma Menaifi och Souad Nechab från Algeriet (11 - 9, 11 - 7, 11 - 5, 9 - 11, 8 - 11, 11 - 8)
  - Omgång 2: Förlorade mot Huang I-Hua och Lu Yun-Feng från Kina-Taipei (4 - 11, 4 - 11, 6 - 11, 4 - 11)

## Boxning
Flugvikt
- Walid Cherif
  - Sextondelsfinal: Förlorade mot Nikoloz Izoria från Georgien (14 - 24)

Fjädervikt
- Saifeddine Nejmaoui
  - Sextondelsfinal: Förlorade mot Khedafi Djelkhir från Frankrike (13 - 38)

Lättvikt
- Taoufik Chobba
  - Sextondelsfinal: Förlorade mot Anthony Little från Australien (8 - 27)

Lätt weltervikt
- Mohamed Ali Sassi
  - Sextondelsfinal: Förlorade mot Willy Blain från Frankrike (14 - 36)

Mellanvikt
- Mohamed Sahraoui
  - Sextondelsfinal: Förlorade mot Károly Balzsay från Ungern (24 - 29)

## Brottning
Fristil, damer 48 kg
- Fadhila Louati
  - Pool 3
    - Förlorade mot Fani Psatha från Grekland (Fall; 4:19)
    - Förlorade mot Irini Merleni från Ukraina (Fall; 1:45)
    - Förlorade mot Lidiya Karamchakova från Tadzjikistan (Fall; 1:50)

  - 4:a i poolen, gick inte vidare (0 TP, 0 CP, 14:a totalt)

## Fotboll
Herrar
| Nr          | Namn                | Födelsedatum | Ålder     | Matcher   | Mål       | 10px      | 10px      | 10px      |
| Målvakter   | Målvakter           | Målvakter    | Målvakter | Målvakter | Målvakter | Målvakter | Målvakter | Målvakter |
| ----------- | ------------------- | ------------ | --------- | --------- | --------- | --------- | --------- | --------- |
| 1           | Khaled Fadhel       | 29.09.1976   | 27        | 3         | 0         | 0         | 0         | 0         |
| 18          | Jassem Khaloufi     | 02.09.1981   | 22        | 0         | 0         | 0         | 0         | 0         |
| Försvarare  |                     |              |           |           |           |           |           |           |
| 15          | Jose Clayton        | 21.03.1974   | 32        | 3         | 1         | 1         | 0         | 0         |
| 8           | Zied Bhairi         | 05.02.1981   | 23        | 1         | 0         | 0         | 0         | 0         |
| 7           | Amir Hadj Massaoued | 08.02.1981   | 23        | 0         | 0         | 0         | 0         | 0         |
| 16          | Issam Merdassi      | 16.03.1981   | 23        | 1         | 0         | 0         | 0         | 0         |
| 2           | Anis Boussaidi      | 10.04.1981   | 23        | 3         | 0         | 0         | 0         | 0         |
| 4           | Alaeddine Yahia     | 26.09.1981   | 22        | 3         | 0         | 0         | 0         | 0         |
| 12          | Anis Ayari          | 16.02.1982   | 32        | 3         | 0         | 1         | 0         | 0         |
| 3           | Karim Haggui        | 20.01.1984   | 20        | 3         | 0         | 1         | 0         | 0         |
| Mittfältare |                     |              |           |           |           |           |           |           |
| 10          | Khaled Mouelhi      | 13.02.1981   | 23        | 2         | 0         | 2         | 0         | 0         |
| 6           | Houcine Ragued      | 11.02.1983   | 21        | 3         | 0         | 1         | 0         | 0         |
| 14          | Mejdi Traoui        | 13.12.1983   | 20        | 3         | 0         | 0         | 0         | 0         |
| 13          | Ouissen Ben Yahia   | 09.09.1984   | 19        | 3         | 0         | 0         | 0         | 0         |
| Anfallare   |                     |              |           |           |           |           |           |           |
| 17          | Mohamed Jedidi      | 10.09.1978   | 25        | 3         | 0         | 1         | 0         | 0         |
| 9           | Ali Zitouni         | 11.01.1981   | 23        | 3         | 2         | 0         | 0         | 0         |
| 5           | Sabeur Trabelsi     | 18.02.1984   | 20        | 1         | 0         | 0         | 0         | 0         |
| 11          | Amine Ltaief        | 04.07.1984   | 20        | 3         | 0         | 0         | 0         | 0         |
| Coach       |                     |              |           |           |           |           |           |           |
|             | Khemais Labidi      | 30.08.1950   | 53        |           |           |           |           |           |

Gruppspel
| Lag                    | Pld | W | D | L | GF | GA | GD  | Pts |
| ---------------------- | --- | - | - | - | -- | -- | --- | --- |
| Argentina              | 3   | 3 | 0 | 0 | 9  | 0  | +9  | 9   |
| Australien             | 3   | 1 | 1 | 1 | 6  | 3  | +3  | 4   |
| Tunisien               | 3   | 1 | 1 | 1 | 4  | 5  | −1  | 4   |
| Serbien och Montenegro | 3   | 0 | 0 | 3 | 3  | 14 | −11 | 0   |

|       | 11 augusti 2004 | Tunisien | 1 – 1   | Australien | Pankritio Stadium, Heraklion                     |                                                  |
| 20:30 | 20:30           |          | Rapport |            | Publik: 15 757 Domare: Kyros Vassaras (Grekland) | Publik: 15 757 Domare: Kyros Vassaras (Grekland) |
| 20:30 | 20:30           |          |         |            | Publik: 15 757 Domare: Kyros Vassaras (Grekland) | Publik: 15 757 Domare: Kyros Vassaras (Grekland) |
| 20:30 | 20:30           |          |         |            | Publik: 15 757 Domare: Kyros Vassaras (Grekland) | Publik: 15 757 Domare: Kyros Vassaras (Grekland) |

|       | 14 augusti 2004 | Argentina | 2 – 0   | Tunisien | Pampeloponnisiako Stadium, Patras             |                                               |
| 20:30 | 20:30           |           | Rapport |          | Publik: 5 512 Domare: Éric Poulat (Frankrike) | Publik: 5 512 Domare: Éric Poulat (Frankrike) |
| 20:30 | 20:30           |           |         |          | Publik: 5 512 Domare: Éric Poulat (Frankrike) | Publik: 5 512 Domare: Éric Poulat (Frankrike) |
| 20:30 | 20:30           |           |         |          | Publik: 5 512 Domare: Éric Poulat (Frankrike) | Publik: 5 512 Domare: Éric Poulat (Frankrike) |

|       | 17 augusti 2004 | Serbien och Montenegro | 2 – 3   | Tunisien | Pampeloponnisiako Stadium, Patras                |                                                  |
| 20:30 | 20:30           |                        | Rapport |          | Publik: 5 512 Domare: Charles Ariiotima (Tahiti) | Publik: 5 512 Domare: Charles Ariiotima (Tahiti) |
| 20:30 | 20:30           |                        |         |          | Publik: 5 512 Domare: Charles Ariiotima (Tahiti) | Publik: 5 512 Domare: Charles Ariiotima (Tahiti) |
| 20:30 | 20:30           |                        |         |          | Publik: 5 512 Domare: Charles Ariiotima (Tahiti) | Publik: 5 512 Domare: Charles Ariiotima (Tahiti) |

## Friidrott
Herrarnas 400 meter
- Sofiane Labidi
  - Omgång 1: 46.04 s (3:a i heat 4, gick inte vidare, 28:a totalt)

Herrarnas 3 000 meter hinder
- Lotfi Turki
  - Omgång 1: Startade inte

Herrarnas 20 kilometer gång
- Hatem Ghoula
- 1:22:59 (11:a totalt)

Damernas spjutkastning
- Aida Sellam
  - Omgång 1: 57.76 m (11:a i grupp B, gick inte vidare, 24:a totalt)

## Fäktning
Florett, herrar
- (33) Maher Ben Aziza
  - 32-delsfinal: Förlorade mot (32) Jonathan Tiomkin från USA (10 - 15)

Sabel, herrar
- (32) Mohamed Rebai
  - 32-delsfinal: Förlorade mot (33) Renzo Pasquale Zeglio Agresta från Brasilien (14 - 15)

## Gymnastik

### Artistisk
Mångkamp, ind., herrar
- Wajdi Bouallegue
  - Kval: 52.511 poäng (47:a totalt, gick inte vidare)
    - Fristående: 9.112 (57:a totalt, gick inte vidare)
    - Bygelhäst: 8.950 (63:a totalt, gick inte vidare)
    - Ringar: 8.562 (73:a totalt, gick inte vidare)
    - Barr: 8.350 (77:a totalt, gick inte vidare)
    - Räck: 8.512 (71:a totalt, gick inte vidare)
    - Hopp: 9.025 (endast ett hopp)

## Judo
Herrarnas extra lättvikt (-60 kg)
- Anis Lounifi
  - Sextondelsfinal: Besegrade Pak Nam-Chol från Nordkorea (Harai-goshi; ippon - 1:28)
  - Åttondelsfinal: Förlorade mot Evgeny Stanev från Ryssland (Sukui-nage; ippon - 3:03)

Damernas halv mellanvikt (-63 kg)
- Saida Dhahri
  - Sextondelsfinal: Förlorade mot Ayumi Tanimoto från Japan (Tate-shiho-gatame; ippon - 1:49) (gick till återkvalet)
  - Återkval omgång 1: Besegrade Diana Maza från Ecuador (Yoko-shiho-gatame; ippon - 3:18)
  - Återkval omgång 2: Förlorade mot Marie Helen Chisholm från Kanada (Yoko-shiho-gatame; ippon - 1:32)

Damernas halv tungvikt (-78 kg)
- Houda Ben Daya
  - Sextondelsfinal: Bye
  - Åttondelsfinal: Förlorade mot Edinanci Silva från Brasilien (Uchi-mata; ippon - 3:18)

Damernas tungvikt (+78 kg)
- Insaf Yahyaoui
  - Sextondelsfinal: Bye
  - Åttondelsfinal: Lost to Sun Fuming från Kina (Yoko-shiho-gatame; ippon - 1:22) (gick till återkvalet)
  - Återkval omgång 1: Bye
  - Återkval omgång 2: Besegrade Carmen Chala från Ecuador (Soto-makikomi; waza-ari)
  - Återkval omgång 3: Besegrade Giovanna Blanco från Venezuela (Kuzure-kesa-gatame; ippon - 2:41)
  - Bronsmatch: Förlorade mot Tea Donguzashvili från Georgien (Kesa-gatame; w'ari ippon - 1:28)

## Rodd
Herrar
| Idrottare        | Gren          | Heat    | Heat      | Återkval | Återkval  | Semifinal | Semifinal | Final   | Final     | Final |
| Idrottare        | Gren          | Tid     | Placering | Tid      | Placering | Tid       | Placering | Tid     | Placering |       |
| ---------------- | ------------- | ------- | --------- | -------- | --------- | --------- | --------- | ------- | --------- | ----- |
| Ibtissem Trimech | Singelsculler | 8:15,87 | 6 R       | 7:56,19  | 4 SD/E    | 8:14,73   | 6 FD      | 7:51,21 | 19        |       |

## Segling
Herrar
| Seglare      | Gren    | Lopp | Lopp | Lopp | Lopp | Lopp | Lopp | Lopp | Lopp | Lopp | Lopp | Lopp | Summerad poäng | Finalplacering |
| Seglare      | Gren    | 1    | 2    | 3    | 4    | 5    | 6    | 7    | 8    | 9    | 10   | M*   | Summerad poäng | Finalplacering |
| ------------ | ------- | ---- | ---- | ---- | ---- | ---- | ---- | ---- | ---- | ---- | ---- | ---- | -------------- | -------------- |
| Foued Ourabi | Mistral | 23   | 31   | 27   | 21   | 21   | 19   | 25   | 19   | 25   | 15   | 16   | 211            | 23             |

M = Medaljlopp; EL = Eliminerad – gick inte vidare till medaljloppet;

## Taekwondo
| Idrottare       | Gren             | Åttondelsfinaler           | Kvartsfinaler         | Semifinaer           | Återkval             | Bronsmatch           | Final                | Final            |
| Idrottare       | Gren             | Motståndare Resultat       | Motståndare Resultat  | Motståndare Resultat | Motståndare Resultat | Motståndare Resultat | Motståndare Resultat | Placering        |
| --------------- | ---------------- | -------------------------- | --------------------- | -------------------- | -------------------- | -------------------- | -------------------- | ---------------- |
| Mohamed Omrani  | Herrarnas −68 kg | Massimino (AUS) L 2–7      | Gick inte vidare      | Gick inte vidare     | Gick inte vidare     | Gick inte vidare     | Gick inte vidare     | Gick inte vidare |
| Hichem Hamdouni | Herrarnas −80 kg | Obiorah (NGR) W 16–11      | Tanrıkulu (TUR) L 2–7 | Gick inte vidare     | Geisler (PHI) W RSC  | Karami (IRI) W 12-4  | Ahmarov (AZE) W 14-8 | 3                |
| Mounira Nahdi   | Damernas −67 kg  | Benabderassoul (MAR) L 2–6 | Gick inte vidare      | Gick inte vidare     | Gick inte vidare     | Gick inte vidare     | Gick inte vidare     | Gick inte vidare |